# Flaviu C. Domșa
Flaviu C. Domșa (n. 1863, Pinticu Săsesc,  județul Bistrița-Năsăud – d. 1932, Blaj) a fost un delegat în Marea Adunare Națională de la Alba Iulia, organismul legislativ reprezentativ al „tuturor românilor din Transilvania, Banat și Țara Ungurească”, cel care a adoptat hotărârea privind Unirea Transilvaniei cu România, la 1 decembrie 1918.

## Biografie
A fost profesor de desen și pictură la Blaj. Mai târziu, a fost profesor pentru pregătirea profesorilor de desen la Universitatea din Cluj. A fost și pictor. Ca membru al C.N.R. Blaj în 1918-1919, a contribuit la înființarea Gărzilor Naționale Românești.

## Educație
A urmat studiile primare la școala din satul natal Pinticu Săsesc, județul Bistrița-Năsăud. A urmat studiile liceale la Bistrița și Blaj. Studiile superioare le-a urmat la Facultatea de Arte Frumoase din Budapesta.